# Fins curlingteam (gemengddubbel)
Het Finse curlingteam vertegenwoordigt Finland in internationale curlingwedstrijden.

## Geschiedenis
Finland debuteerde in eigen land op het wereldkampioenschap curling voor gemengddubbele landenteams van 2008 in Vierumäki. De Finnen wonnen het zilver. In de finale verloor Finland met 5-4 van Zwitserland. Dat resultaat werd niet meer herhaald, verder dan een vijfde plaats kwam het land sedertdien niet meer.
In 2018 nam Finland deel aan het eerste olympische toernooi in het gemengddubbel. Finland werd vertegenwoordigd door Tomi Rantamäki en Oona Kauste. Het team bereikte de play-offs niet en werd zevende.

## Finland op de Olympische Spelen
| Jaar | Plaats        | Team                         | WG            | W             | V             | PV            | PT            |
| ---- | ------------- | ---------------------------- | ------------- | ------------- | ------------- | ------------- | ------------- |
| 2018 | 7             | Tomi Rantamäki & Oona Kauste | 7             | 1             | 6             | 35            | 53            |
| 2022 | Geen deelname | Geen deelname                | Geen deelname | Geen deelname | Geen deelname | Geen deelname | Geen deelname |

## Finland op het wereldkampioenschap
| Jaar | Plaats        | Team                                     | WG            | W             | V             | PV            | PT            |
| ---- | ------------- | ---------------------------------------- | ------------- | ------------- | ------------- | ------------- | ------------- |
| 2008 | 2             | Jussi Uusipaavalniemi & Anne Malmi       | 10            | 8             | 2             | 71            | 44            |
| 2009 | 5             | Jussi Uusipaavalniemi & Jaana Hämäläinen | 9             | 7             | 2             | 66            | 50            |
| 2010 | 15            | Peter Landgrén & Lotta Norri             | 5             | 1             | 4             | 33            | 35            |
| 2011 | 9             | Kalle Kiiskinen & Katja Kiiskinen        | 9             | 5             | 4             | 62            | 65            |
| 2012 | 11            | Jussi Uusipaavalniemi & Jaana Hämäläinen | 8             | 4             | 4             | 55            | 65            |
| 2013 | 17            | Kalle Kiiskinen & Katja Kiiskinen        | 9             | 3             | 5             | 41            | 58            |
| 2014 | 13            | Markku Uusipaalvalniemi & Eszter Juhasz  | 8             | 4             | 4             | 56            | 48            |
| 2015 | 10            | Kalle Kiiskinen & Katja Kiiskinen        | 10            | 6             | 4             | 81            | 52            |
| 2016 | 7             | Tomi Rantamäki & Oona Kauste             | 10            | 8             | 2             | 86            | 57            |
| 2017 | 7             | Tomi Rantamäki & Oona Kauste             | 11            | 7             | 4             | 74            | 60            |
| 2018 | 5             | Tomi Rantamäki & Oona Kauste             | 9             | 3             | 6             | 53            | 60            |
| 2019 | 9             | Tomi Rantamäki & Elina Virtaala          | 8             | 5             | 3             | 59            | 46            |
| 2021 | 17            | Aku Kauste & Oona Kauste                 | 10            | 2             | 8             | 54            | 76            |
| 2022 | 17            | Markus Sipilä & Lotta Immonen            | 10            | 2             | 8             | 48            | 71            |
| 2023 | Geen deelname | Geen deelname                            | Geen deelname | Geen deelname | Geen deelname | Geen deelname | Geen deelname |
| 2024 | Geen deelname | Geen deelname                            | Geen deelname | Geen deelname | Geen deelname | Geen deelname | Geen deelname |
| 2025 | 10            | Markus Sipilä & Lotta Immonen            | 9             | 5             | 4             | 55            | 64            |

Australië · België · Brazilië · Bulgarije · Canada · China · Chinees Taipei · Denemarken · Duitsland · Engeland · Estland · Filipijnen · Finland · Frankrijk · Griekenland · Groot-Brittannië · Guyana · Hongarije · Hongkong · Ierland · India · Israël · Italië · Jamaica · Japan · Kazachstan · Kirgizië · Koeweit · Kosovo · Kroatië · Letland · Litouwen · Luxemburg · Mexico · Mongolië · Nederland · Nieuw-Zeeland · Nigeria · Noorwegen · Oekraïne · Oostenrijk · Polen · Portugal · Puerto Rico · Qatar · Roemenië · Rusland · Saoedi-Arabië · Schotland · Servië · Slovenië · Slowakije · Spanje · Thailand · Tsjechië · Turkije · Verenigde Staten · Wales · Wit-Rusland · Zuid-Korea · Zweden · Zwitserland